# (33587) Arianakim
1999 JA42 (asteroide 33587) é um asteroide da cintura principal. Possui uma excentricidade de 0.14098400 e uma inclinação de 4.20172º.
Este asteroide foi descoberto no dia 10 de maio de 1999 por LINEAR em Socorro.